# Podlas (Mielec)
Podlas (Pod Lasem) – od 1985 część Mielca. Leży na samym południu miasta, w rejonie ulicy Kolejowej.

## Historia
Dawniej był to przysiółek Rzemienia w powiecie mieleckim. 1 stycznia 1973 Podlas wraz z Łużeem odłączono od wsi Rzemień i włączono do wsi Rzochów w rekatywowanej gminie Mielec. 1 stycznia 1985 Podlas (jako część Rzochowa) wraz z Rzochowem włączono do Mielca.